# Élina Labourdette
Pour les articles homonymes, voir Labourdette.
Élina Labourdette est une actrice française, née le 21 mai 1919 dans le 16e arrondissement de Paris et morte le 30 septembre 2014 au Mesnil-le-Roi. Naturellement raffinée, elle a souvent incarné avec brio au théâtre et à l’écran les grandes coquettes mais reste dans la mémoire des cinéphiles comme Agnès, l’héroïne des Dames du Bois de Boulogne de Robert Bresson.

## Biographie
Fille de l'industriel carrossier Jean Henri-Labourdette, Élina Labourdette veut d’abord être danseuse, avant de devoir renoncer, pour des raisons de santé, à son rêve de devenir danseuse étoile. Elle apprend la danse rythmique avec Irène Popard et la danse classique avec Alexandre Volinine. Au cours de ses années d’école, elle prend ses premiers cours de théâtre avec l'actrice Ève Francis. À l’âge de dix-neuf ans en 1938, elle tourne son premier film Le Drame de Shanghaï de Georg Wilhelm Pabst. Elle va ensuite passer six mois en Angleterre où, outre l’anglais, elle suit des cours de théâtre et de chant. René Clair en fait l’héroïne institutrice de son film Air pur mais la guerre arrête le projet. En 1944, vers la fin de la Seconde Guerre mondiale, elle tourne Les Dames du bois de Boulogne avec Robert Bresson, film pour lequel elle est devenue célèbre et reste connue en France. Elle y incarne avec subtilité et une grande modernité de jeu une danseuse de cabaret, devenue prostituée et manipulée par une femme désireuse de se venger d'un amant qui l’a éconduite, en le jetant dans les bras de la danseuse.
En 1950, Élina Labourdette rejoint la compagnie de Madeleine Renaud et Jean-Louis Barrault, avec qui elle joue parallèlement à sa carrière cinématographique. Elle fait également du doublage, prêtant notamment sa voix à Grace Kelly dans la version française de Mogambo (1953), et La Main au collet d'Alfred Hitchcock en 1955. Elle joue en 1956 sous la direction de Jean Renoir dans Elena et les Hommes aux côtés d’Ingrid Bergman et de Jean Marais. En 1961, elle tient un second rôle remarqué dans Lola, le premier long métrage de Jacques Demy. Son activité cinématographique s'achève avec Clair de terre, un film du cinéaste Guy Gilles. Depuis la fin des années 1950, elle est apparue à plusieurs reprises dans des feuilletons et téléfilms français dont le populaire Les cousins de la Constance.
Au cours de sa carrière (1938-1970), Élina Labourdette a travaillé pour plusieurs réalisateurs reconnus, notamment G. W. Pabst, René Clair, Robert Bresson, René Clément, Jacques Becker, Gilles Grangier, Jean-Paul Le Chanois, Jean Renoir, André Cayatte.
Elle a été la seconde épouse du journaliste et écrivain Louis Pauwels de 1956 à la mort de celui-ci en 1997. En 1961, ils ont adopté une fille : Zoé.

## Filmographie

### Cinéma
- 1938 : Prison sans barreaux de Léonide Moguy
- 1938 : Le Drame de Shanghaï de Georg Wilhelm Pabst : Nana
- 1941 : Le pavillon brûle de Jacques de Baroncelli : Denise
- 1943 : Des jeunes filles dans la nuit de René Le Hénaff : Germaine
- 1945 : Les Dames du bois de Boulogne de Robert Bresson : Agnès
- 1947 : Les Trafiquants de la mer de Willy Rozier : Hélène
- 1950 : Les Aventuriers de l'air de René Jayet : Gisèle Lesieur
- 1950 : Le Château de verre de René Clément : Marion
- 1951 : Tapage nocturne de Marc-Gilbert Sauvajon : Caroline, la secrétaire
- 1951 : Édouard et Caroline de Jacques Becker : Florence Borch de Martelie
- 1951 : Monsieur Fabre d'Henri Diamant-Berger : comtesse De Latour
- 1952 : Ouvert contre X de Richard Pottier : Catherine Villard
- 1953 : Mon mari est merveilleux d'André Hunebelle : Micheline
- 1953 : La Vierge du Rhin de Gilles Grangier : Geneviève Labbé
- 1955 : Deux Anglais à Paris (To Paris with Love) de Robert Hamer : Sylvia Gilbert
- 1956 : Papa, maman, ma femme et moi de Jean-Paul Le Chanois : Marguerite, la fleuriste
- 1956 : C'est arrivé à Aden de Michel Boisrond : Simone
- 1956 : Elena et les Hommes de Jean Renoir : Paulette
- 1957 : La Vérité sur les femmes (The Truth About Women) de Muriel Box : la comtesse
- 1960 : La Nuit des suspectes de Víctor Merenda : Gaby Farnoux
- 1961 : Lola de Jacques Demy : Mme Desnoyers
- 1961 : Vacances en enfer de Jean Kerchbron : Mme Martel
- 1962 : Les Parisiennes : Jacqueline (segment Sophie de Marc Allégret)
- 1962 : Snobs ! de Jean-Pierre Mocky : Mme de Saint-Aigne
- 1962 : Le Couteau dans la plaie d'Anatole Litvak : Mme Lafont
- 1963 : Le Glaive et la Balance d'André Cayatte : Simone Darbon
- 1968 : Au pan coupé de Guy Gilles : la femme qu'on croit folle
- 1968 : Les Jeunes Loups de Marcel Carné : Mme Sinclair
- 1970 : Le Clair de Terre de Guy Gilles : la guide
- 2011 : Le Dernier Kodachrome de Jacques Burtin : la dame à la bague

### Télévision
- 1958 : La Répétition ou l'Amour puni (téléfilm) de Jean-Paul Carrère : Hortensia
- 1960 : Les Cinq Dernières Minutes (série), épisode Dernier cri, de Claude Loursais : Jacqueline Masserey
- 1964 : La Cousine Bette (téléfilm) d'Yves-André Hubert : la baronne Adeline Hulot
- 1967 : Julie de Chaverny ou la Double Méprise (téléfilm) de Jean-Pierre Marchand
- 1973 : Un grand amour de Balzac (série)
- 1974 : Président Faust (téléfilm) de Jean Kerchbron : Cathy Faust
- 1974 : Julie Charles (téléfilm) de Jean Kerchbron : Mme de Lamartine
- 1974 : Les Jardins du roi (téléfilm) de Jean Kerchbron : Madeleine Vaindrier
- 1975 : Monsieur Jadis (téléfilm) de Michel Polac : la mère
- 1976 : Anne, jour après jour (série) de Bernard Toublanc-Michel : Espérance
- 1978 : Allégra (téléfilm) de Michel Wyn : Vanina
- 1979 : Les Moyens du bord (téléfilm) de Bernard Toublanc-Michel : Évelyne
- 1979 : Cinéma 16 (série), épisode L'Œil du sorcier de Alain Dhénaut : Clémence Lavaronnière
- 1978 : Les Jeunes Filles (téléfilm) de Lazare Iglésis : Mme Dandillot
- 1981 : Le Piège à loups : tante Jo
- 1983 : Deux amies d'enfance

## Théâtre
- 1950 : La Répétition ou l'Amour puni de Jean Anouilh, mise en scène Jean-Louis Barrault, théâtre Marigny
- 1950 : Malatesta d'Henry de Montherlant, mise en scène Jean-Louis Barrault, théâtre Marigny
- 1951 : Les Fourberies de Scapin de Molière, mise en scène Louis Jouvet, théâtre des Célestins
- 1952 : La Répétition ou l'Amour puni de Jean Anouilh, mise en scène Jean-Louis Barrault, théâtre des Célestins
- 1953 : Occupe-toi d'Amélie de Georges Feydeau, mise en scène Jean-Louis Barrault, théâtre des Célestins
- 1954 : La main passe de Georges Feydeau, mise en scène Jean Meyer, théâtre Antoine
- 1959 : La Folie de Louis Ducreux, mise en scène de l'auteur, théâtre de la Madeleine